# Uzundjovo, Haskovo
Uzundjovo sau Uzungeovo (în bulgară: Узунджово) este un sat în obștina Haskovo, regiunea Haskovo, Bulgaria.

## Demografie
Componența etnică a satului Uzundjovo
     Turci (2,08%)
     Bulgari (66,81%)
     Romi (29,07%)
     Nicio identificare (1,85%)
     Altele (0,16%)
La recensământul din 2011, populația satului Uzundjovo era de 1.778 locuitori. Din punct de vedere etnic, majoritatea locuitorilor (66,81%) erau bulgari, existând și minorități de romi (29,07%) și turci (2,08%). Pentru 1,85% din locuitori nu este cunoscută apartenența etnică.